# De vuelta al barrio
De vuelta al barrio è una serie televisiva peruviana trasmessa dall'8 maggio 2017 su América Televisión.